# Choanozoa
Choanozoa, jednočelijski kolonijalni organizmi s oko 180 vrsta. Naseljavaju mora i slatke vode. Klasificirani su i kao koljeno Opisthokonta. Još uvijek nije dobro proučena citološka organizacija i genetička struktura nekih razreda. Hrane se fagotrofno a neke vrste posjeduju zelene kromoplaste za fotosintezu.
Koljeno je opisano 1981.

## Potkoljena i razredi
1. Choanofila Cavalier-Smith
  1. Choanoflagellatea Cavalier-Smith
  2. Filasterea Cavalier-Smith
2. Cristidiscoidea Page
  1. Cristidiscoidia Page